# Herz-Jesu-Basilika (Syracuse)

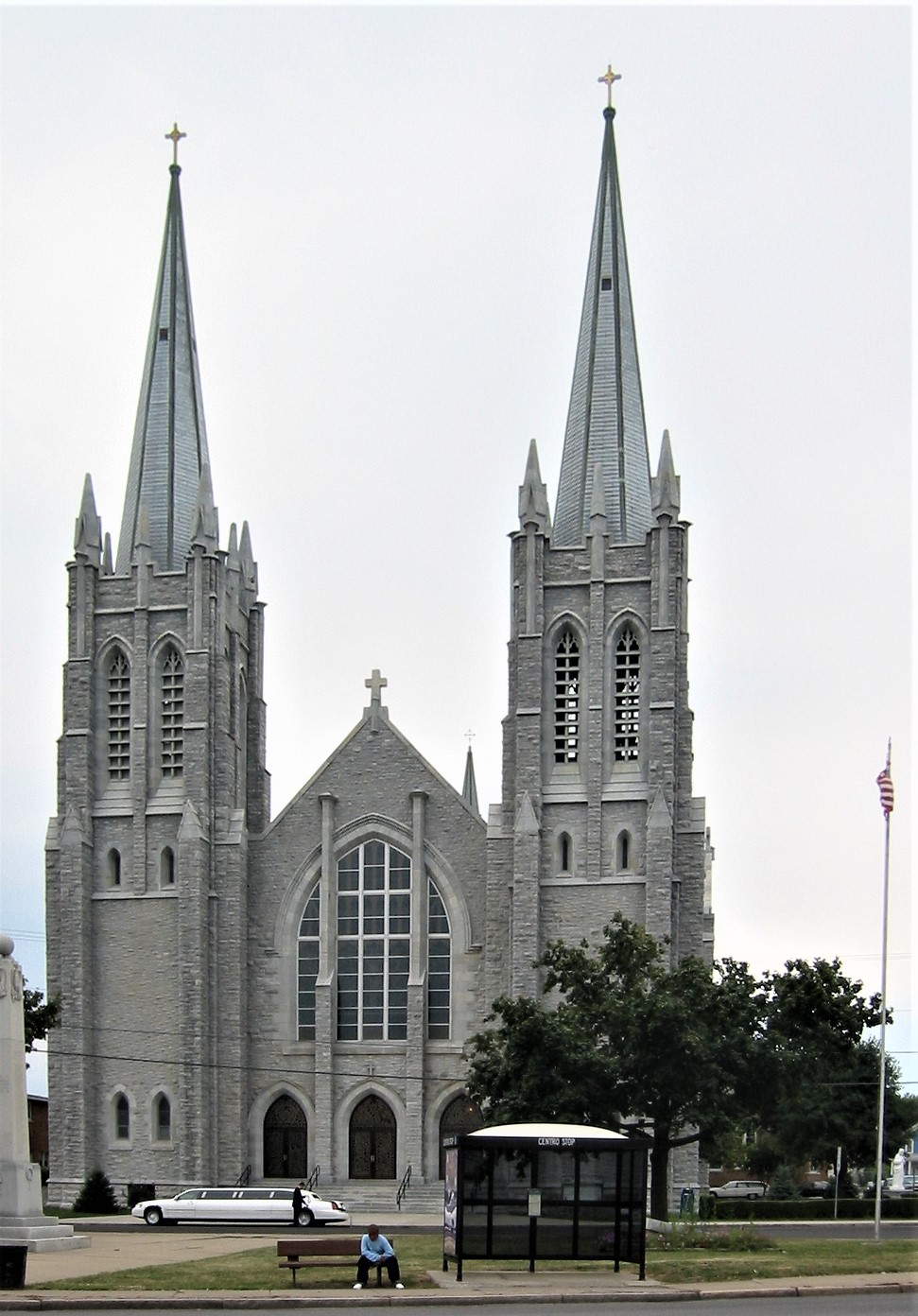
Die Herz-Jesu-Basilika in Syracuse

Die Herz-Jesu-Basilika (englisch Basilica of the Sacred Heart of Jesus) ist eine römisch-katholische Kirche im Stadtteil Westside von Syracuse, New York. Die Pfarrkirche des Bistums Syracuse trägt den Titel einer Basilica minor. Die neugotische Kirche wurde Anfang des 20. Jahrhunderts errichtet.

## Geschichte
Die polnische Einwanderergemeinde in Syracuse wurde 1892 abgepfarrt und erhielt im gleichen Jahr ihre erste Kirche, die feierliche Kirchweihe erfolgte 1893. Mit dem Wachstum der Gemeinde wurde der Beschluss zum Neubau einer Kirche gefasst, deren Grundstein 1907 gelegt wurde. Das Fundament wurde von Gemeindemitgliedern gebaut. Die Arbeiten waren in drei Jahren abgeschlossen, und die Kirche wurde am 5. Juni 1910 von Paul Peter Rhode, in Westpreußen geborenen Weihbischof im Erzbistum Chicago, geweiht. Nach dem Bau der neuen Kirche wurde das alte Kirchengebäude in eine Pfarrschule umgewandelt. Dieses Gebäude brannte 1916 ab und wurde durch eine größere Backsteinschule ersetzt.
Die Kirche wurde 1998 durch Papst Johannes Paul II. in den Rang einer Basilica minor erhoben. Die feierliche Erhebung fand am 3. Oktober 1999 statt, wobei der Bischof von Syracuse, James Michael Moynihan, die päpstliche Bulle verlas und Weihbischof Thomas Joseph Costello als Zelebrant fungierte.

## Architektur
Die dreischiffige Kreuzbasilika wurde von den Architekten Merrick und Randall aus Syracuse entworfen und aus Bruchstein mit Marmorelementen im Stil der Neugotik erbaut. Mit einem Fassungsvermögen von 1000 Besuchern ist sie 49 Meter lang und bis zu 32 Meter breit. Ihre beiden Türme an der Nordseite sind 65 m hoch. Das ursprüngliche, baufällige Asphaltschindeldach wurde 2009 durch eine hochwertigere Ausführung in Schiefer und Kupfer ersetzt.

## Ausstattung
Die insgesamt sechs Seitenaltäre stammen von 1910 und 1952, der Hauptaltar Heiligstes Herz Jesu von 1991. Die Kirche verfügt über eine Reihe kunstvoller Glasmalereien aus München, dem Henry Keck Glasmalerei-Atelier in Syrakus und aus St. Louis. Die 1910 installierte Orgel von Mathias Peter Møller wurde 2018 durch ein größeres Instrument des Orgelbauers Ernest Martin Skinner aus dem Jahr 1927 ersetzt, die bis dahin in einer 2003 geschlossenen Kirche in Syracuse stand, und besitzt 40 Register, die über drei Manuale bespielt werden.